# Сосковчето
Сосковчето е резерват, разположен край град Смолян в Родопите, България.

## Основаване и статут
Обявен е за резерват с обща площ 177.76 хектара със Заповед No.508 на Комитета за опазване на природната среда при Министерски съвет от 28 март 1968 година, бр. 76/1968 на Държавен вестник.

## Местоположение, флора и фауна
Резерват Сосковчето се намира в землището на град Смолян, Община Смолян. Площта на резервата е 177.76 хектара. Резерватът е създаден с цел опазването на запазване на девствения характер на вековна смърчова гора, водопадите, увивната растителност, в която живеят мечки, сърни, елени и други.